# Сипин
Сипи́н (кит. упр. 西平, пиньинь Xīpíng) — уезд городского округа Чжумадянь провинции Хэнань (КНР).

## История
Считается, что здесь находилась родина Лэйцзу — первой жены легендарного Жёлтого императора. Она принадлежала к варварам из рода Силин, и так как в результате её брака с предком китайцев варвары были «умиротворены», то эти места получили название «спокойные Си[лин]».
В эпоху Вёсен и Осеней здесь имелось небольшое царство Бо (柏国), впоследствии поглощённое царством Чу.
При империи Цинь эти места вошли в состав округа Инчуань (颍川郡). После основания империи Хань в 203 году до н. э. был создан уезд Сипин, подчинённый округу Жунань (汝南郡).
В 1949 году был создан Специальный район Синьян (信阳专区), и уезд вошёл в его состав. В 1965 году из Специального района Синьян был выделен Специальный район Чжумадянь (驻马店专区). В 1969 году Специальный район Чжумадянь был переименован в Округ Чжумадянь (驻马店地区).
Постановлением Госсовета КНР от 8 июня 2000 года были расформированы округ Чжумадянь и городской уезд Чжумадянь, и образован городской округ Чжумадянь.

## Административное деление
Уезд делится на 3 уличных комитетов, 5 посёлков, 10 волостей и 1 национальную волость.